# واين نيفيل
واين نيفيل (بالإنجليزية: Wayne Neville)‏ هو لاعب اتحاد الرغبي نيوزلندي، ولد في 10 ديسمبر 1954 في Waipukurau ‏ في نيوزيلندا.